# Rebecca et Camilla Rosso
 (août 2022).
Si vous disposez d'ouvrages ou d'articles de référence ou si vous connaissez des sites web de qualité traitant du thème abordé ici, merci de compléter l'article en donnant les références utiles à sa vérifiabilité et en les liant à la section « Notes et références ».
Camilla Rosso et Rebecca Rosso sont des actrices jumelles britanniques, nées le 6 juillet 1994 en Angleterre. 
Elles sont connues pour leurs rôles comme des jumelles Janice et Jessica Elis dans La Vie de palace de Zack et Cody et La Vie de croisière de Zack et Cody, ainsi qu'à leur rôle d'Annabelle "Annie" et Isabelle dans Blondes pour la vie.

## Biographies
Depuis 2006, Camilla et Rebecca vivent à Malibu en Californie avec leurs parents et leurs trois sœurs : Georgina, Lola, Bianca, et leur chien, un Coton de Tulear nommée Aika. Leurs carrières ont commencé en 2006, à l'âge de 12 ans, en jouant dans La Vie de palace de Zack et Cody durant 7 épisodes, puis un épisode en 2010 dans La Vie de croisière de Zack et Cody. En 2009, elles ont eu les rôles des deux personnages principaux dans le film Blondes pour la vie.
Vie-privée :
Les jumelles ont eues une brève relation avec les acteurs jumeaux Dylan et Cole sprouse, leur partenaire de la série : Zack et Cody.

## Filmographie

### Cinéma
- 2009 : Blondes pour la vie (Legally Blondes) : Isabelle "Izzy" et Annabelle "Annie" Woods

### Télévision
- 2006-2008 : La Vie de palace de Zack et Cody (The Suit Life of Zack and Cody) (série télévisée) : Jessica et Janice Ellis
- 2009 : Suburban Legends  (série télévisée) : Des Spectatrices
- 2010 : La Vie de croisière de Zack et Cody (The Suit Life of Zack and Cody) (série télévisée) : Jessica et Janice Ellis